# Radu Miruță
Radu-Dinel Miruță (n. 8 aprilie 1985, Tismana, România) este un politician român, ales deputat de Gorj în 2020 și 2024 din partea Uniunii Salvați România (USR).
Din iunie 2025, este ministru al economiei în guvernul Ilie Bolojan.